# Фехтование на летних Олимпийских играх 1904 — шпага
Соревнования по фехтованию на шпагах среди мужчин на летних Олимпийских играх 1904 прошли 8 сентября. Приняли участие пять спортсменов из трёх стран.

## Призёры
| Золото           | Серебро           | Бронза                     |
| Рамон Фонст Куба | Чарльз Тэтхем США | Альбертсон Ван Зо Пост США |

## Соревнование
| Место | Спортсмен                    |
| ----- | ---------------------------- |
| 1     | Рамон Фонст (CUB)            |
| 2     | Чарльз Тэтхем (USA)          |
| 3     | Альбертсон Ван Зо Пост (USA) |
| 4     | Густав Касмир (GER)          |
| 5     | Чарльз Таунсенд (USA)        |